# Xã Veldt, Quận Marshall, Minnesota
Xã Veldt (tiếng Anh: Veldt Township) là một xã thuộc quận Marshall, tiểu bang Minnesota, Hoa Kỳ. Năm 2010, dân số của xã này là 30 người.